# موسوعة التتار
موسوعة التتار (قاموس التتار الموسوعي) (بالتتارية: Татар энциклопедия)‏ هو أول قاموس موسوعي ينشر بلغة التتار عن تاريخ تتارستان وشعب التتار. تم إنتاج هذا المنشور من قبل معهد موسوعة التتار التابع لأكاديمية العلوم بجمهورية تتارستان.
تم إعداده ونشره في الأصل باللغة الروسية في عام 1999، وتم توفير إصدار اللغة التترية من قاموس التتار الموسوعي في عام 2002.
بدأ معهد موسوعة التتار أيضًا العمل على تطوير موسوعة تتار متعددة المجلدات (باللغة الروسية - المجلد الأول في 2002، المجلد الثاني في 2005، المجلد 3 في 2006، المجلد 4 في 2008، المجلد 5 في 2010: بالتترية - المجلد 1 في 2008؛ المجلد 2 في 2011؛ المجلد 3 في 2012)، تتارستان: الموسوعة المصورة (بالروسية، 2013). المحرر المسؤول عن الموسوعة هو غاميركان سابيركانوف.